# Hersheypark Arena
Le Hersheypark Arena est une salle omnisports de 7 286 places située dans le secteur de Hersheypark à Hershey. Ouvert en 1936, il a été le domicile des Bears de Hershey de la Ligue américaine de hockey durant plusieurs décennies avant que l'équipe fut déménagée au Giant Center en 2002. 

## Histoire
L'édifice à la toiture formée d'un arc, est l'un des plus originaux de l'architecture moderne qui ont inspiré d'autres amphithéâtres dont le Cow Palace de la région de San Francisco et le Colisée de Québec qui furent bâtis par la suite.

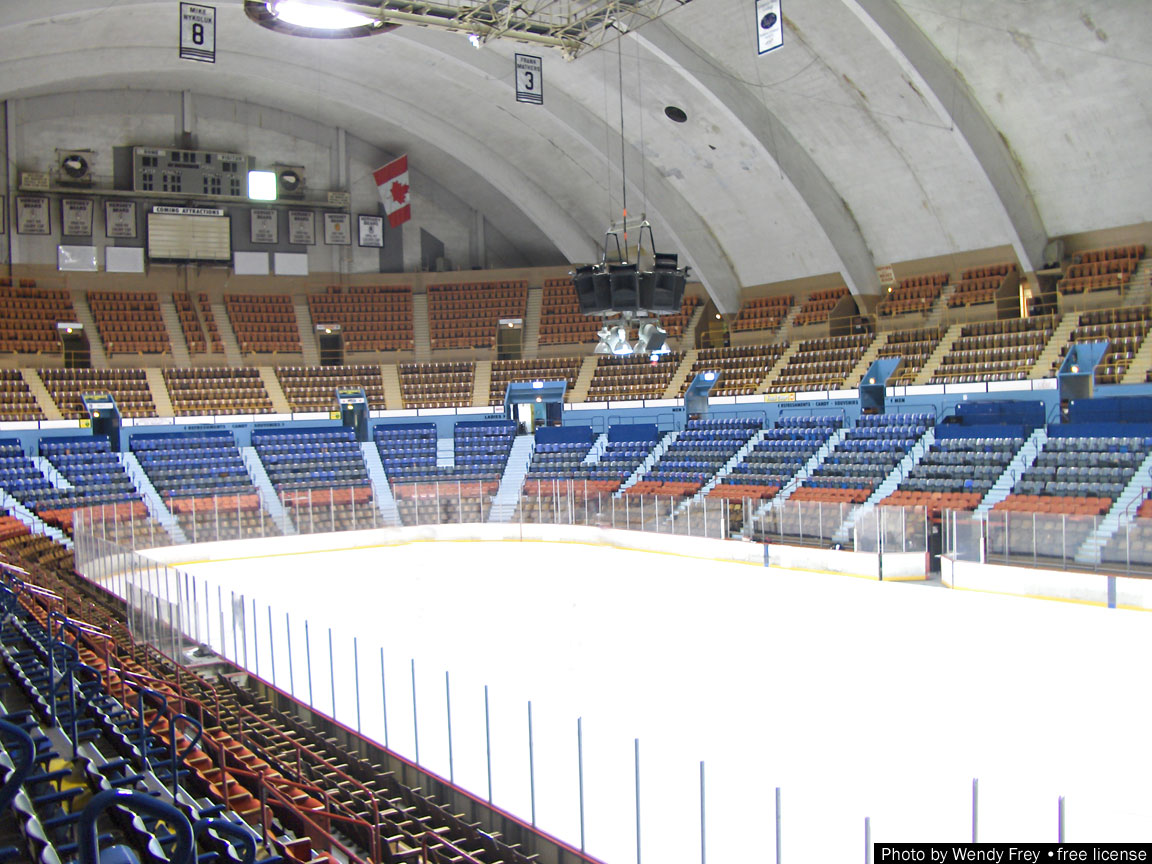
L'intérieur du Hersheypark Arena